# Анджиркон
Анджирко́н (тадж. Анҷиркон) — село у складі Хатлонської області Таджикистану. Входить до складу Панджрудського джамоату району імені Мір Саїда Алії Хамадоні.
Село розташоване на річці Сієоб.
Назва означає місце, багате на інжир.
Населення — 2795 осіб (2010; 2767 в 2009).